# La Mission du commandant Lex

La Mission du commandant Lex (Springfield Rifle)  est un film d'espionnage américain réalisé par André de Toth, sorti en 1952.

## Synopsis
La guerre de Sécession fait rage et, dans le camp sudiste, on retarde l'avance ennemie en s'emparant des colonnes de chevaux envoyées par Washington. Accusé de lâcheté, le commandant Lex Kearny est dégradé et renvoyé de l'armée nordiste. Il décide alors de s'enrôler dans les rangs de l'armée confédérée. Mais le colonel Sharpe, commandant des forces de l'Union, révèle à un petit comité d'officiers qu'il s'agit en réalité d'un stratagème et que Lex est en mission d'espionnage. L'épouse de ce dernier, Erin, ignorant la vérité, trahit son mari en donnant au chef des Sudistes, qui n'est autre qu'un officier nordiste, un détail prouvant le vrai rôle joué par Kearny. Le commandant tombe ainsi à la merci de l'adversaire, mais parvient à s'échapper à la dernière minute.

## Fiche technique
- Titre original : Springfield rifle
- Réalisateur : André de Toth
- Scénario : Charles Marquis Warren et Frank Davis, d'après une histoire de Sloan Nibley (en)
- Distribution : Warner Bros First National Picture
- Production : Louis F. Edelman
- Photographie : Edwin B. DuPar
- Décors : G.W. Berntsen
- Montage : Robert L. Swanson
- Couleurs : WarnerColor en 3D
- Musique : Max Steiner
- Direction artistique : John Beckham
- Genre : Western, Guerre
- Durée : 89 minutes
- Sortie aux  États-Unis le 22 octobre 1952,
- Sortie en  France le 6 novembre 1953
- Source : VHS

## Distribution
- Gary Cooper (V.F. : Jean Martinelli) : Commandant Lex Kearney
- Phyllis Thaxter (V.F. : Jacqueline Porel) : Elise Kearney
- David Brian (V.F. : Roger Rudel) : Austin McCool
- Paul Kelly (V.F. : Raoul de la Rufinière) : Lieutenant-colonel Hudson
- Lon Chaney Jr  (V.F. : Marcel Raine) : Pete Helm
- Philip Carey (V.F. : Raymond Loyer) : Capitaine Tennick
- James Millican (V.F. : Jean Thielment) : Matthew Quint
- Guinn "Big Boy" Williams (V.F. : Raymond Destac) : Sergent Snow
- Alan Hale, Jr. (V.F. : Pierre Leproux) : Mizzell
- Martin Milner (V.F. : Jean-Pierre Lorrain) : Olie
- Wilton Graff  (V.F. : Pierre Morin) : Colonel Sharpe
- Vince Barnett : Le cuisinier
- James Brown (V.F. : Jean-Paul Coquelin) : Ferguson
- Poodles Hanneford : Hamel
- Jack Woody (V.F. : Georges Hubert) : Sims
- Jerry O'Sullivan  (V.F. : Michel Gudin) : Lieutenant Evans
- Richard Hale (V.F.:Abel Jacquin) : Général Halleck
- Ned Young : Sergent Poole
- William Fawcett : Ramsey
- Fess Parker (V.F. : Yves Furet) : Jim Randolph
- Edward Hearn : Calhoun

Cascades
Jack N. Young